# Thelairodes vittigerus
Thelairodes vittigerus là một loài ruồi trong họ Tachinidae.